# Commission paritaire nationale de l'emploi des entreprises équestres
La Commission paritaire nationale de l'emploi des entreprises équestres (CNPE-EE) détermine, en France, la politique que les partenaires sociaux (représentants des syndicats salariés et patronaux) décident de mettre en œuvre en matière d’emploi, de formation et de qualification professionnelle dans le domaine équestre.

## Introduction
La CNPE-EE a été créée 21 octobre 1996, par un accord signé par les partenaires sociaux membres des organisations syndicales salariées, et des organisations syndicales patronales du secteur des centres équestres. Cette structure est chargée de mettre en œuvre des actions permettant l’adéquation formations-emplois-métiers dans le secteur équestre. L’accord de constitution de la  CNPE-EE a été ensuite étendu par l’arrêté du 2 avril 1997- JO du 12 avril 1997, pour l’étude des certificats de qualification professionnelle, le développement des contrats de formation en alternance, le tutorat et l’agrément des organismes de formations.

## Missions
Les missions de la CNPE-EE ont été redéfinies par l'accord du 30 octobre 2008, et concerne des actions pour l'emploi, la formation et les qualifications professionnelles dans le secteur équestre.

### Emploi
La CNPE-EE centralise et diffuse de l’information relative à l’emploi et à la formation professionnelle, et promeut une politique de l’emploi, en liaison avec les différents acteurs de la filière (pouvoirs publics, administrations, organisations professionnelles, organismes de placement des associations et acteurs économiques).

### Formation et qualification professionnelle
La CNPE-EE détermine les priorités d’insertion des jeunes, par la mise en place de formations en alternance, de tutorats, et d'apprentissage. Elle conçoit des qualifications et des référentiels de formation professionnelle, et créée les certificats de qualification professionnelle (CQP) répondant aux besoins des établissements équestres. Elle représente la filière dépendant de la convention collective du personnel des centres équestres (No 3603 ) auprès des collectivités territoriales. Elle bâtit des contrats d’objectifs, en harmonisation avec les politiques définies par les collectivités territoriales et départementales, dans les domaines de la formation professionnelle des jeunes, du développement économique en zone urbaine et rurale, de la modernisation des équipements de loisir à usage équestre, de la scolarité et des aménagements de la vie de l’enfant. Elle est consultée préalablement à la conclusion de contrats d’étude prospective (CEP) sur l’évolution des emplois et des qualifications au niveau de la branche professionnelle, dès lors que sont sollicités des concours financiers de l’État. Elle est chargée de se doter d’outil à valeur prospective, portant sur l’évolution économique et sociale de l’environnement et sur l’évaluation des politiques régionales de l’emploi et de la formation engagées dans la filière équestre.
La Commission Paritaire Nationale pour l'Emploi des Entreprises Équestres - CPNE-EE - propose des qualifications professionnelles de branche :
- Les capacités équestres professionnelles (CEP 1,2 et 3)[3] ;
- Les certificats de qualification professionnelle animateur soigneur assistant (CQP-ASA)[3] ;

## Organisation
La CPNE-EE est composée de deux représentants de chacune des organisations syndicales représentatives de la commission paritaire de la convention collective du personnel des établissements équestres, et d'un nombre de représentants des employeurs égal au total des membres salariés. Le président et le secrétaire général émanent chacun d’un des deux collèges (salarié et employeur), et sont élus tous les deux ans. Le président est alternativement un représentant des salariés, puis un représentant des employeurs.
La CPNE-EE s’appuie en région sur des organes déconcentrés : les CPRE-EE, prévues par l’avenant no 3 à l’accord de constitution de la CPNE-EE. Ces dernières ont pour mission la mise en œuvre en région des décisions prises par la CPNE-EE ainsi que la représentation de la filière au niveau régional.